# 广汇物流
 广汇物流股份有限公司(上交所：600603) 是中國新疆维吾尔自治区一家民營企業，主要經營物流产业，能源物流園
由大洲兴业控股股份有限公司借壳而來，二零一六年十二月大洲兴业由广汇集團收购。 